# Warpie (Będzin)
Warpie – dzielnica Będzina.

## Położenie, obszar i ludność
Warpie położone jest w południowo-wschodniej części Będzina, na łagodnym wzgórzu (do 297 m n.p.m.). Od południa graniczy z miastem Sosnowiec (Środula), a od wschodu graniczy z miastem Dąbrowa Górnicza (osiedle mieszkaniowe Mydlice). Na południowo-wschodnie obrzeża dzielnicy weszła zabudowa tego osiedla (bloki mieszkalne, szkoły), w związku z czym grunty te zostały włączone do miasta Dąbrowa Górnicza (korekta przebiegu granicy i wymiana gruntów pomiędzy miastami).
Przez Warpie biegną dawne szlaki drogowe do Zagórza (ul. Zagórska) i Sielca (ul. Sielecka), obecnie dzielnic Sosnowca, a także do Mydlic (Dąbrowa Górnicza) (ul. Krakowska).
Dzielnica zajmuje 283 ha i liczy niespełna 7 tys. mieszkańców (w 1986 - ponad 8 300).

## Zabudowa
Zabudowa Warpia jest niejednorodna. W zachodniej części dzielnica zabudowana jest głównie pamiętającymi okres międzywojenny kamienicami. Zrujnowane budynki powoli ulegają wyburzaniu.
W 1890 r. spółka Towarzystwo Francusko-Włoskie wybudowała w środkowej części Warpia na wzniesieniu (pomiędzy ulicami 1 Maja i św. Brata Alberta) robotnicze osiedle typu koszarowego. Składało się na nie 10 bezstylowych domków jednorodzinnych o 2 i 3 kondygnacjach. Domy przy obecnej ul. 1 Maja 82 i 94 miały po 3 kondygnacje, 2 klatki schodowe i 21 izb; pod numerami 86, 86a i 92a - dwie kondygnacje z dwoma klatkami o 10-12 izbach; przy ul. Górniczej (ob. Brata Alberta) pod numerami 71, 73, 75, 75a, 77 i 77a - dwie kondygnacje, po 12 mieszkań. Do domów przylegają komórki.
We wschodniej części (w rejonie dawnej cegielni) powstało sporej wielkości osiedle mieszkaniowe Warpie–Wschód z dominacją bloków 11-kondygnacyjnych. Od września 2008 r. w jego sąsiedztwie (ul. Krakowska) powstaje osiedle Nowe Warpie, zaprojektowane przez Pracownię Architektury "Format" w Sosnowcu. Osiedle składa się z trzech czterokondygnacyjnych apartamentowców z garażami podziemnymi oraz 22 domków jednorodzinnych w zabudowie szeregowej. Będzie ogrodzone i chronione; zaprojektowano także plac zabaw dla dzieci. Jesienią 2010 r. pierwsi lokatorzy zamieszkali w apartamentowcu przy ul. Krakowskiej 85.
Od jesieni 2009 r. w pobliżu granicy miasta z Dąbrową Górniczą (ul. Wolska) powstaje duże osiedle 12 domów socjalnych (77 mieszkań) oraz noclegowni dla ok. 50 osób wraz z drogami, ogrodzeniem, oświetleniem i monitoringiem. Zakończenie budowy planowane jest w pierwszym kwartale 2011 r.

## Gospodarka
Południowo-zachodnią część dzielnicy (ul. Sielecka, Zagórska) stanowią tereny przemysłowe. 
Funkcjonują tu m.in. 
- Huta Będzin (1890-2010, ob. w likwidacji)
- Fabryka Przewodów Energetycznych S.A. (tzw. kablownia) (własność Skarbu Państwa) (produkcja wyrobów z drutu, łańcuchów i sprężyn, wyrobów z aluminium i stopów aluminium, miedzi, produkcja narzędzi, pozostałych elektronicznych i elektrycznych przewodów i kabli, sprzedaż hurtowa odpadów i złomu) (ul. Sielecka 1)
- wytwórnia mebli biurowych i kuchennych „StolBox” (ul. Promyka 32)
- "Wirex" Spółka Jawna przy ul. Sieleckiej (1992) (recykling, utylizacja odpadów i rekultywacja, produkcja wyrobów metalowych)
- "FST" Sp. z o.o. Przedsiębiorstwo Projektowo-Montażowe
- centrum logistyczne (tzw. park dystrybucyjny) ProLogis Park Będzin II (47 600 m kw.) (magazyny Ahold Polska) (uruchomione 11 września 2008 r. przy ul. Zagórskiej).

Przy ul. Promyka 26 działała zajezdnia autobusów PKM (na ok. 70 autobusów) (zamknięta w poł. listopada 2007), a przy ul. Zagórskiej 3 - zajezdnia PKS.
Przy ul. Wilczej działa studio nagrań Cover-Sudio oraz producent muzycznych zespołów estradowych.
"Gospodarcza brama Będzina"
W południowej części Warpia - na pograniczu z Sosnowcem i Dąbrową Górniczą na powierzchni 12 ha będzie realizowany projekt „Gospodarcza Brama Śląska”. Program ten polega na uzbrajaniu terenów na obrzeżach miast i przystosowywaniu ich pod działalność inwestycyjną (przemysłową). Miasto kompleksowo uzbroi teren  w sąsiedztwie zaprojektowanej DTŚ. Pomiędzy ulicami Krakowską i Zagórską zostanie wybudowana droga. Pierwsze przetargi związane z inwestycją ruszą już w styczniu 2011 r., a rozpoczęcia prac należy spodziewać się na wiosnę 2011 r. Całkowity koszt inwestycji - ok. 23 mln zł, z czego 19 mln zł miasto ma otrzymać z Unii Europejskiej.

## Historia i nazwa
Najdawniejsze dzieje Warpia, podobnie jak sąsiedniej Ksawery związane są z mieszczanami będzińskimi, którzy mieli tutaj swoje grunty. Tereny te zostały im odebrane przez starostów będzińskich pod koniec XVIII w. W 1826 r. powstała na Warpiu walcownia blachy cynkowej (ul. Sielecka 27). Na przełomie 1898 i 1899 na jej gruzach kupcy: Ryszard Tillmans i Adolf Oppenheimer uruchomili Będzińską Walcownię Blachy Cynkowej, późniejszą Hutę "Będzin". Pracowało w niej 90-100 robotników. W 1913 r. wartość produkcji przekroczyła 1 mln rubli.
Nazwa dzielnicy jest związana ze słowem "warp" (w liczbie mnogiej "warpie"), co według Słownika języka polskiego pod redakcją W. Doroszewskiego oznacza usypisko nieużytecznej skały, popiołu, żużla usuwanego z kopalni i z zakładów przeróbczych, czyli hałdę. Liczba mnoga "warpie" z biegiem czasu stała się mianownikiem nazwy miejscowości (na Warpiu - nie: na Warpiach). Największy obszar warpi, porośniętych drzewami znajduje się m.in. pomiędzy ulicą Krakowską a Orlą. Na ich części utworzono ogródki działkowe.
W styczniu 1915 r. Warpie znalazło się w austriackiej strefie okupacyjnej, gdzie 15 sierpnia 1915 przyłączone zostało do gminy Dąbrowy Górniczej, która na mocy rozporządzenia z 18 sierpnia 1916 z dniem 1 października 1916 stała się miastem. Jednak na skutek działań będzińskich władz, decyzją W. Sikorskiego z 20 kwietnia 1923 r. zwrócone zostało Będzinowi. Stało się to na skutek polityki władz pragnących zneutralizować żywioł żydowski Będzina poprzez przyłączenie dzielnic robotniczych o przewadze ludności polskiej.
27 stycznia 1919 r. sformowano w Będzinie 11 Pułk Piechoty i 23 Pułk Artylerii Lekkiej, który w latach 1921-39 stacjonował w koszarach przy ul. Sienkiewicza 33 (zachowane częściowo do dziś). 15 sierpnia 2002 r. na terenie koszar odsłonięto obelisk w hołdzie krwi przelanej za ojczyznę w wojnach 1920 i 1939 r. i upamiętniający pułki.
W pobliżu zbiegu ulic Krakowskiej i 1 Maja (na zadrzewionym dziś terenie w sąsiedztwie osiedla Nowe Warpie) w latach 1919-1924, wówczas w granicach Dąbrowy Górniczej, eksploatowana była kopalnia "Lech" (stąd nazwa ul. Górniczej, obecnie Brata Alberta, która do niej prowadziła z południa). Największe wydobycie odnotowano w 1923 r, - niespełna 40 tys. t.
W 1928 r. przy ul. Sieleckiej powstała fabryka kabli Aleksandra Goldstauba i Hermana Norblina (ob. FPE).

## Getto
W czasie II wojny światowej, w maju 1942 r. na Warpiu (na tzw. Kamionce) hitlerowcy utworzyli duże getto żydowskie, w którym umieszczono zagłębiowskich Żydów (także z Czechosłowacji, Śląska i Kielecczyzny). Na teren getta (na ul. Krakowską, wówczas Kochstrasse) w kwietniu 1943 r. przeniesiono z Podzamcza szpital. Do połowy sierpnia 1942 r. do obozów zagłady deportowano ok. 2400 mieszkańców. Do 1943 r. mieszkało tu 18 tys. Żydów. W marcu 1943 r. getto zostało zamknięte.
Getto będzińskie (wraz z sosnowieckim na Środuli) likwidowano w dniach 1-8 sierpnia 1943 r., a bojownicy z Żydowskiej Organizacji Bojowej próbowali oporu przed oddziałami niemieckimi w bunkrze przy ulicy Podsiadły 24, ponosząc tam bohaterską śmierć (Cwi Brandes, Frumka Płotnicka z Warszawy) (tzw. powstanie w getcie będzińsko-sosnowieckim). Mieszkańców getta deportowano do obozu zagłady Auschwitz-Birkenau. Ostatnie grupy Żydów deportowano 22 sierpnia 1943 oraz w lutym 1944 r. (osoby zajmujące się uprzątaniem opuszczonej dzielnicy oraz wykopywaniem ciał pomordowanych, które również przewieziono do obozu w celu kremacji). Jedną z mieszkanek getta (Kasernerstrasse 13, ob. 1 Maja) była znana dziś dzięki swemu dzienniczkowi Rutka Laskier i jej rodzina. 
Ku czci pomordowanych Żydów w październiku 2004 r. odsłonięto pomnik na nowo utworzonym placu Bohaterów Getta Będzińskiego (uchwała Rady Miejskiej o nazwaniu placu z czerwca 2004). 19 sierpnia 2008 r. odbyły się tu pod patronatem Lecha Wałęsy uroczystości związane ze Światowym Zlotem Żydów Będzina z udziałem ambasadora Izraela oraz wojska izraelskiego i polskiego. Ponadto tablice upamiętniające żydowskich mieszkańców Będzina odsłonięto na gmachu b. szpitala dziecięcego przy ul. Sienkiewicza oraz w Gimnazjum nr 3 (dawna męska szkoła Rapaporta im. H. Sienkiewicza) przy ul. Krakowskiej (19 sierpnia 2008 r.).

## Park Koszelewski
Założenie parkowe na Koszelewie nazywane jest dziś powszechnie parkiem "Warpie" i sąsiaduje bezpośrednio z osiedlem mieszkaniowym Warpie-Wschód. Park został urządzony w 1932 r. dla mieszkańców kolonii górniczej Koszelew przez zarządzające kopalnią "Paryż" Towarzystwo Francusko-Włoskie. Na przełomie XIX i XX w. Towarzystwo wykupiło prywatne domki Koszelewa, które wyburzono w celu dalszej eksploatacji węgla kamiennego. Wówczas po obu stronach drogi z Będzina do Dąbrowy Górniczej (ob. ul. Koszelew) zbudowano dużą kolonię robotniczą Koszelew. Znaczna gęstość zabudowy uniemożliwiła jednak urządzenie przy nich ogródków. Dlatego też w ramach rekompensaty urządzono w pobliżu park robotniczy z placem sportowym według projektu architekta Bolesława Burskiego. W jego tworzeniu, pod nadzorem autora projektu, wiele prac wykonali społecznie pracownicy kopalni „Paryż”.
Ukształtowanie  terenu jest zróżnicowane. Zachowała się mała architektura parkowa: murki, brodziki, schody na skarpach. Zieleń komponowana jest w układzie swobodnym tworząc mniej lub bardziej zwarte zadrzewienia.  W zachodniej części parku po II wojnie światowej wybudowano amfiteatr, który obecnie, ze względu na bardzo zły stan techniczny, jest nieużytkowany. Obok amfiteatru znajduje się boisko. W środkowej części usytuowany jest się plac zabaw, a we wschodniej nieczynny basenik dla dzieci. 
Dendroflora parku liczy 33 gatunki i odmiany; są to głównie: klony pospolite, kasztanowce białe, brzozy brodawkowate i topole. Najstarsze drzewa osiągają wiek 60 lat.

## Parafia
Parafia pw. św. Alberta Chmielowskiego w Będzinie wydzielona została z parafii Świętej Trójcy i św. Jana Chrzciciela. W czerwcu 1983 r. wikariusz ks. Roman Jagiełło rozpoczął organizowanie na Warpiu ośrodka duszpasterskiego. Po wybudowaniu kaplicy, 12 grudnia 1987 r. biskup Stanisław Nowak oficjalnie powołał parafię. 21 marca 1996 r. proboszczem został ks. Andrzej Stępień. 27 czerwca 1996 r. w Rzymie Jan Paweł II poświęcił kamień węgielny pod budowę kościoła. W kwietniu następnego roku arch. Gabriel Korbutt przedstawił projekt wtedy jeszcze kaplicy. Budowę rozpoczęto 11 maja 1998 r., a kamień węgielny wmurował 29 listopada 1998 r. biskup Piotr Skucha. 28 listopada 1999 r. biskup Adam Śmigielski pobłogosławił nowy kościół, a 24 grudnia odprawił tu pierwszą Pasterkę. Konsekrował go 17 czerwca 2004.
Budowę i wyposażenie świątyni od 1996 r. wspierała Fundacja Św. Brata Alberta. Lipową figurę Chrystusa ukrzyżowanego ufundował ks. Eugeniusz Wieczorek z Częstochowy.
W sierpniu 2000 r. proboszczem został ks. Zdzisław Reterski (ur. 1959 w Radomsku), dotychczasowy wikariusz katedry w Sosnowcu. Od 2008 r. proboszczem był ks. Mariusz Górszczyk. W 2012 r. posługę Administratora Parafii objął ks. Paweł Kempiński.
Parafia liczy około 2200 mieszkańców.
Osiedle Warpie-Wschód wraz z sąsiadującym cmentarzem parafialnym należą do parafii Najświętszego Serca Pana Jezusa. Kościół parafialny znajduje się w dzielnicy Ksawera.

## Ważniejsze instytucje
- Parafia św. Alberta Chmielowskiego w Będzinie (ul. św. Brata Alberta)
- Szkoła Podstawowa nr 8 (ul. Orla)
- Gimnazjum nr 3 im. Henryka Sienkiewicza (dawna Szkoła Podstawowa nr 5, przed wojną żydowska szkoła Rapaporta) (ul. Krakowska)
- I Liceum Ogólnokształcące im. Mikołaja Kopernika (ul. Kopernika)
- Politechnika Częstochowska. Wydział Zarządzania. Zamiejscowy Ośrodek Dydaktyczny w Będzinie (ul. Promyka)
- Miejski Zarząd Budynków Mieszkalnych (ul. 1 Maja, ul. Krakowska)
- Niepubliczny Zakład Opieki Zdrowotnej "Medyk" (ul. 1 Maja)
- filia Urzędu Pocztowego Będzin 1 (os. Warpie-Wschód).
- Przedszkole Miejskie nr 10 im. Jana Marcina Szancera w Będzinie (ul. Kielecka 11)

## Komunikacja miejska
Dzielnica posiada bezpośrednie połączenie autobusami miejskimi z następującymi miastami i dzielnicami:
- ze Strzemieszycami i Sławkowem przez Dąbrowę Górniczą  - linia 634 (końcowy przystanek przy Urzędzie Pracy)
- z Zagórzem i Syberką - linia 90
- z Sosnowcem, Dąbrową Górniczą, osiedlem Mydlice, Gołonogiem, Łęknicami i Antoniowem - linia 116.

## Ulice i place
| - 1 Maja (d. Kasprzaka) - Bohaterów Getta Będzińskiego, plac (utworzony w 2004) - Brata Alberta, św. (do 1974 Górnicza, 1975-92 Alberta Dzijaka) - Cicha - Kamienna - Kopernika, Mikołaja - Krakowska - Łąkowa - Orla - Podmiejska - Podsiadły, Józefa (d. Przeczna) - Pola, Wincentego - Promyka, Kazimierza - Pstrowskiego, Wincentego - Robotnicza | - Sielecka - Słoneczna - Spółdzielcza - Wapienna - Wesoła - Wilcza - Wolska - Wyzwolenia - Zagórska Osiedle Warpie-Wschód - rtm. Witolda Pileckiego (dawniej XXXV-lecia PRL) - gen. Władysława Andersa (do 1990 B. Bieruta) - Kielecka - Przyjaźni |